# Vaquejada e Forró
Vaquejada e Forró é o 44º álbum gravado pela banda Mastruz com Leite. Foi lançado em 2011, intitulado assim para uma homenagem aos vaqueiros.

## Faixas
1. Tum-Tum-Terê
2. Promessas De Amor
3. Por Causa Dela
4. Minha Canete É A Enchada, O Sertão A Minha Escola
5. Era Só Free Lance
6. Mulher Ingrata E Fingida
7. Você Quer Ou Não Quer?
8. Saudade
9. Por Amor
10. Nosso Jeito De Amar
11. Paixão E Loucura
12. Boi De Carro
13. Amor De Mulher De Gado
14. Você Não Deu Valor
15. Faça Sucesso
16. Fixação
17. Coração Turista
18. Coração De Pedra
19. Sonhei
20. Conselho Ao filho Adulto
21. Bônus Track:

- Saga De Um Vaqueiro